# Rainer Adrion
Pour les articles homonymes, voir Adrion.
Rainer Adrion est un entraîneur et ancien footballeur allemand né le 10 décembre 1953 à Stuttgart.

## Carrière

### joueur
- ??-1973 FV Zuffenhausen  Allemagne
- 1973-1977 : SpVgg 07 Ludwigsburg  Allemagne
- 1977-1982 : VfB Stuttgart  Allemagne
- 1982-1984 : Unterhaching  Allemagne
- 1984-1985 : TSV Munich 1860  Allemagne
- 1985-1988 : FV Zuffenhausen  Allemagne

### entraîneur
- 1985-1988 : FV Zuffenhausen  Allemagne
- 1988-1991 : SpVgg 07 Ludwigsburg  Allemagne
- 1991-1993 : Unterhaching  Allemagne
- 1993-1994 : SSV Reutlingen 05  Allemagne
- 1994-1995 : VfR Pforzheim  Allemagne
- 1996-1997 : VfB Stuttgart B  Allemagne
- 1998-1999 : VfB Stuttgart  Allemagne
- 1999-2001 : VfB Stuttgart B  Allemagne
- 2001-2002 : Unterhaching  Allemagne
- 2003 : Stuttgarter Kickers  Allemagne
- 2004-2009 : VfB Stuttgart B  Allemagne
- depuis 2009 :  Allemagne espoirs